# Joseph Lane
Joseph Lane (Buncombe megye, 1801. december 14. – Roseburg, 1881. április 19.) az Amerikai Egyesült Államok szenátora (Oregon, 1859–1861).